# Датто (Арканзас)
Датто (англ. Datto) — місто (англ. town) в США, в окрузі Клей штату Арканзас. Населення — 65 осіб (2020).

## Географія
Датто розташоване за координатами 36°23′36″ пн. ш. 90°43′42″ зх. д. / 36.39333° пн. ш. 90.72833° зх. д. (36.393214, -90.728222).  За даними Бюро перепису населення США в 2010 році місто мало площу 1,74 км², уся площа — суходіл. В 2017 році площа становила 1,61 км², уся площа — суходіл.

## Демографія
Згідно з переписом 2010 року, у місті мешкало 100 осіб у 40 домогосподарствах у складі 25 родин. Густота населення становила 57 осіб/км².  Було 44 помешкання (25/км²). 
Расовий склад населення:
| - 90,0 % — білих - 4,0 % — чорних або афроамериканців |

До двох чи більше рас належало 6,0 %. Іспаномовні складали 3,0 % від усіх жителів.
За віковим діапазоном населення розподілялося таким чином: 29,0 % — особи молодші 18 років, 59,0 % — особи у віці 18—64 років, 12,0 % — особи у віці 65 років та старші. Медіана віку мешканця становила 36,0 року. На 100 осіб жіночої статі у місті припадало 100,0 чоловіків;  на 100 жінок у віці від 18 років та старших — 108,8 чоловіків також старших 18 років.
Середній дохід на одне домашнє господарство  становив 40 204 долари США (медіана — 40 625), а середній дохід на одну сім'ю — 36 300 доларів (медіана — 36 250). За межею бідності перебувало 27,8 % осіб, у тому числі 50,0 % дітей у віці до 18 років та 0,0 % осіб у віці 65 років та старших.
Цивільне працевлаштоване населення становило 34 особи. Основні галузі зайнятості: освіта, охорона здоров'я та соціальна допомога — 23,5 %, виробництво — 17,6 %, будівництво — 17,6 %.